# Football Athletic Club
Le Football Athletic Club était un club brésilien de football basé à São Luís dans l'État du Maranhão.

## Palmarès
- Championnat du Maranhão :
  - Champion : 1920